# Schoenlandella longimala
Schoenlandella longimala är en stekelart som först beskrevs av Mao 1945.  Schoenlandella longimala ingår i släktet Schoenlandella och familjen bracksteklar. Inga underarter finns listade i Catalogue of Life.